# Miss Nicaragua 2009
Miss Nicaragua 2009, 27e élection de Miss Nicaragua, s'est déroulée le 7 mars 2009 au Théâtre national Rubén Dario de Managua. La gagnante, Indiana Sánchez, succède à Thelma Rodríguez, Miss Nicaragua 2008.
La cérémonie a été présentée par Ivan Taylor et Bertha Valles.

## Classement final
| Titre               | Candidates                                                                               |
| ------------------- | ---------------------------------------------------------------------------------------- |
| Miss Nicaragua 2009 | - USA Nica - Indiana María Sánchez Sánchez                                               |
| 1re dauphine        | - Matagalpa - Slilma Giselle Ulloa Cerda                                                 |
| 2e dauphine         | - Managua - Maritza Rivas                                                                |
| Top 6               | - Chontales - Raysa Cuadra - Jinotega - Lucía Sequeira - Ciudad Darío - Darling Trujillo |

## Candidates
| Département   | Nom              | Âge        |                 |        |
| ------------- | ---------------- | ---------- | --------------- | ------ |
| Département   | Nom              | Bluefields | Kathiel Lampson | 22 ans |
| Carazo        | Xiomara Hurtado  | 21 ans     |                 |        |
| Chontales     | Raysa Cuadra     | 22 ans     |                 |        |
| Ciudad Dario  | Darling Trujillo | 23 ans     |                 |        |
| Diriamba      | Sabá Arévalo     | 22 ans     |                 |        |
| Estelí        | Yovanela Ráudez  | 19 ans     |                 |        |
| Granada       | Tania Reyes      | 25 ans     |                 |        |
| Jinotega      | Lucía Sequeira   | 24 ans     |                 |        |
| Leon          | Massiel Arévalo  | 19 ans     |                 |        |
| Managua       | Maritza Rivas    | 21 ans     |                 |        |
| Masaya        | Karen Carrión    | 18 ans     |                 |        |
| Matagalpa     | Slilma Ulloa     | 23 ans     |                 |        |
| Nueva Segovia | Aniela Espino    | 18 ans     |                 |        |
| RAAN          | Iris Ordeñana    | 20 ans     |                 |        |
| Rivas         | Arlen América    | 21 ans     |                 |        |
| USA Nica      | Indiana Sánchez  | 21 ans     |                 |        |

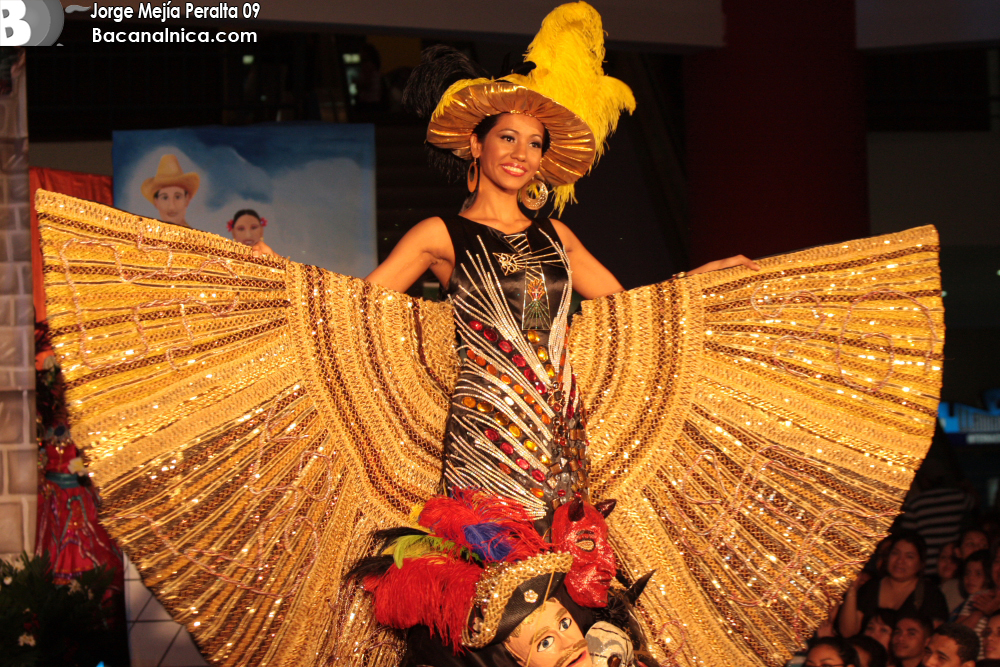
Arlen América habillée en costume régional conçu par Eddwins Ra Mendieta.
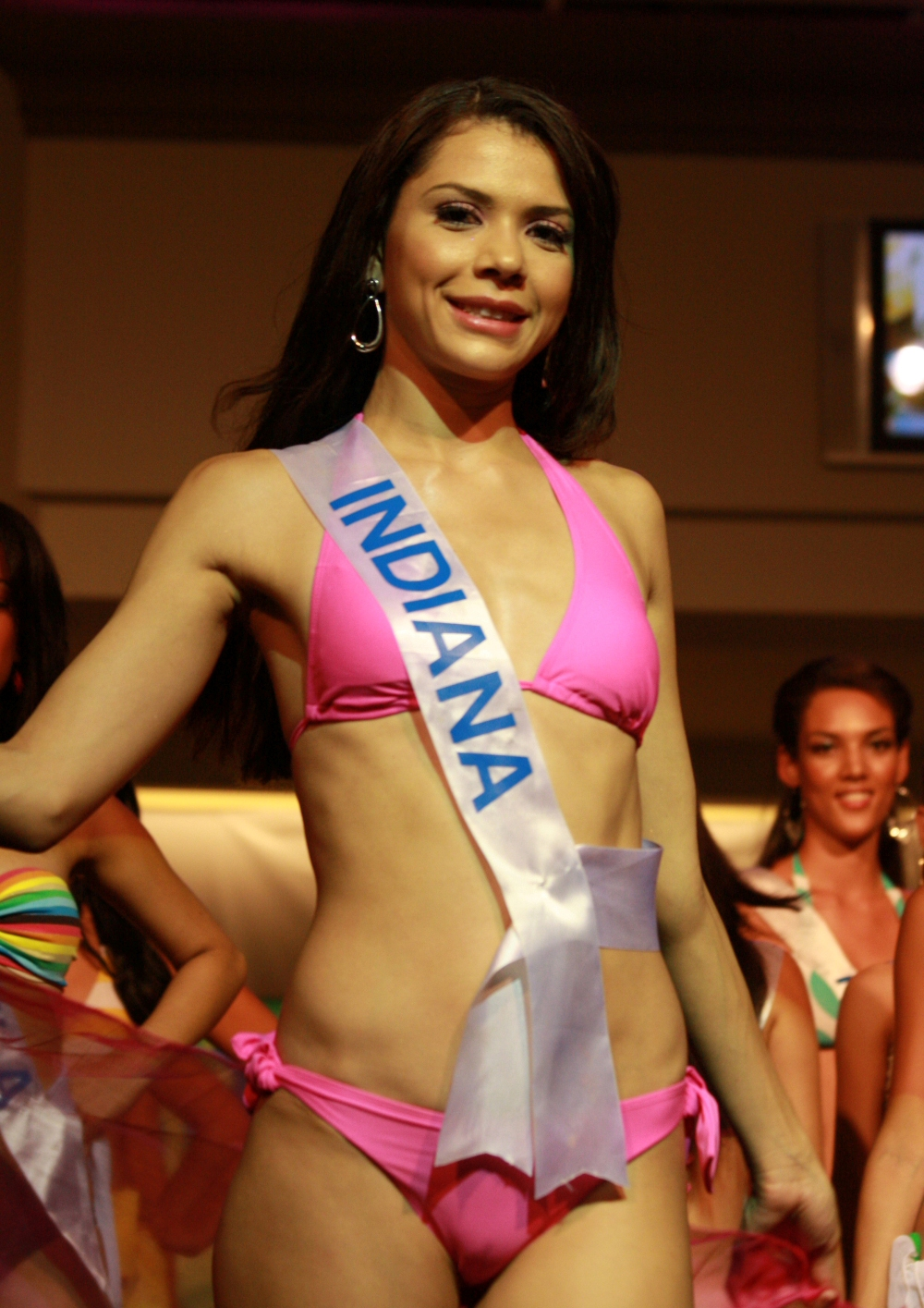
Indiana Sánchez lors du défilé en maillot de bain
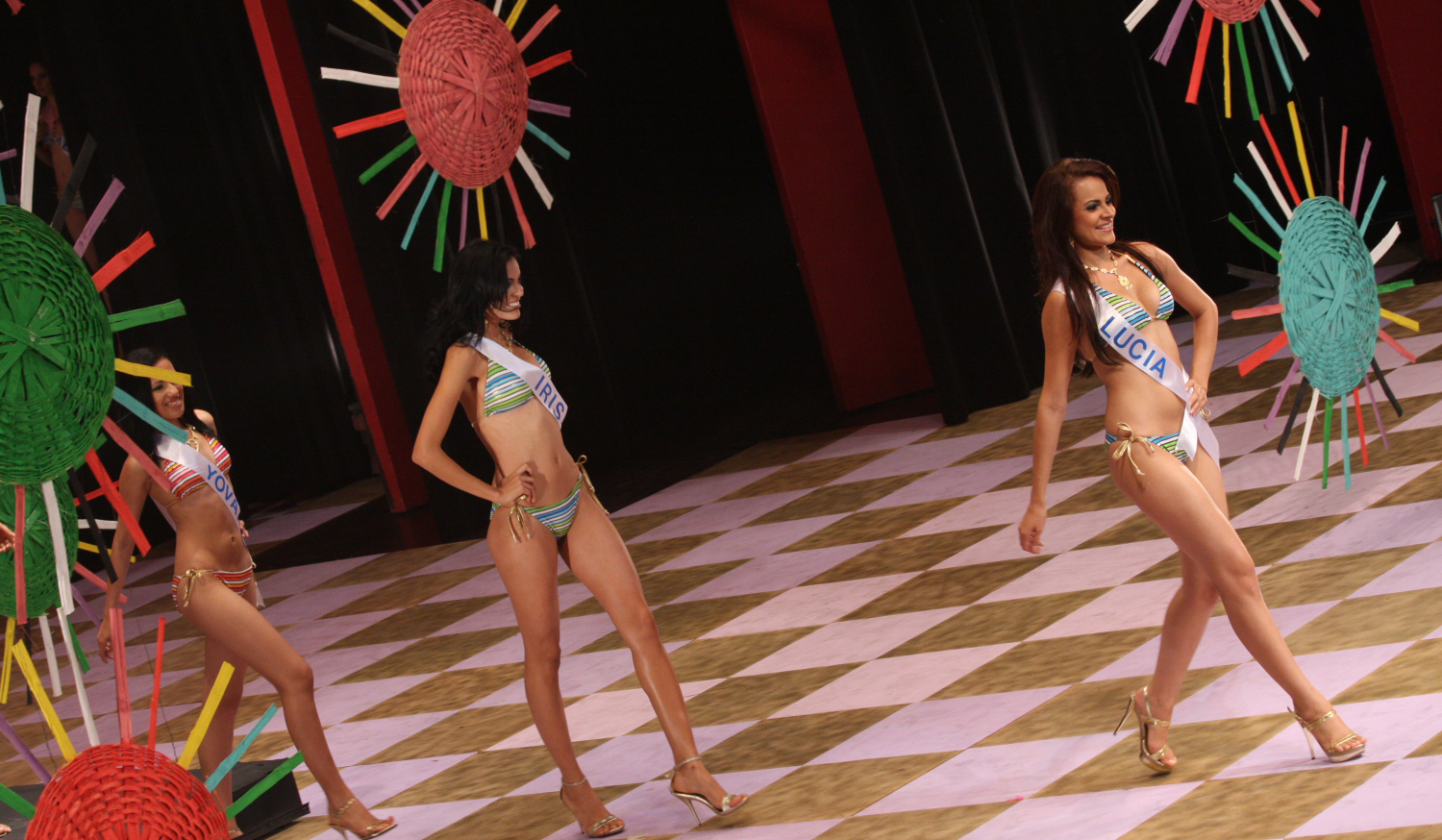
Lucía Sequeira, Iris Ordeñana et Yovanela Ráudez lors du défilé en maillot de bain
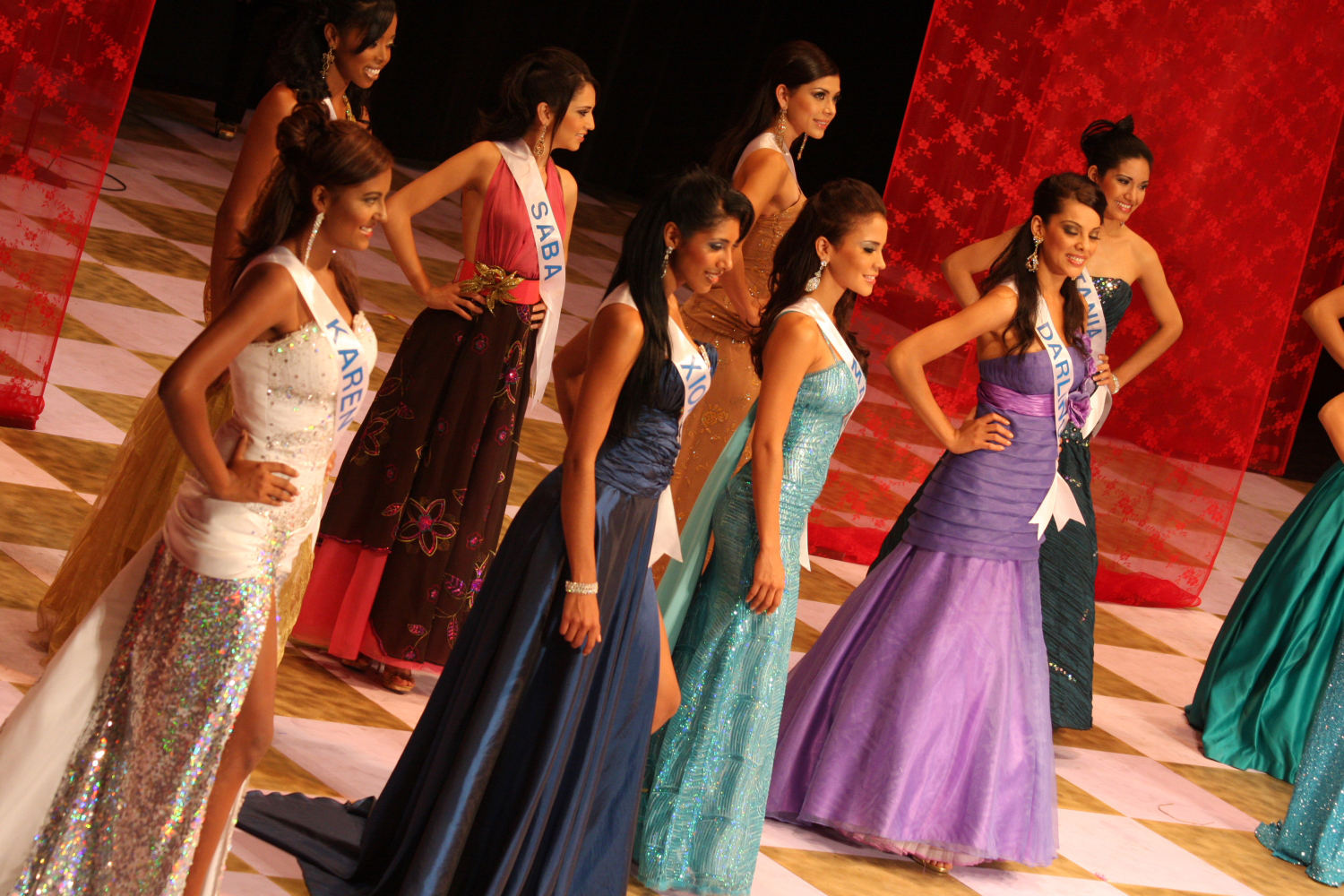
Candidates lors du défilé en robes de soirée

### Prix attribués
| Prix                      | Candidat(e)s               |
| ------------------------- | -------------------------- |
| Meilleur costume national | Masaya - Karen Carrión     |
| Miss Attitude             | USA Nica - Indiana Sánchez |
| Le plus beau visage       | León - Massiel Arévalo     |
| Miss Photogénique         | Rivas - Arlen América      |
| Miss Congénialité         | Estelí - Yovanela Ráudez   |
| Meilleure modèle          | RAAN - Iris Ordeñana       |

## Observations